# Antonin Malinowski
Antonin Pobóg Malinowski (ur. 24 listopada 1742 pod Grodnem, zm. 1816) – duchowny katolicki, dominikanin od 1758. Od 23 września 1782 biskup pomocniczy żmudzki i tytularny biskup Cinna w Galatia Prima. Konsekrowany w Warszawie przez Jana Stefana Giedroycia w 22 grudnia 1782, w 1792 roku przystąpił do konfederacji targowickiej.
Konsekrował na biskupa Grzegorza Zachariasiewicza  3 lipca 1809, współkonsekrował biskupów Jana Chrzciciela Albertrandiego, Jana Klemensa Gołaszewskiego, Franciszka Skarbka-Malczewskiego, Tomasza Ostaszewskiego i Daniela Eliasza Ostrowskiego (30 czerwca 1816). W 1812 roku przystąpił do Konfederacji Generalnej Królestwa Polskiego.